# Essert (Território de Belfort)
Essert é uma comuna francesa na região administrativa de Borgonha-Franco-Condado, no departamento do Território de Belfort. Estende-se por uma área de 7,01 km², com 2742 habitantes, segundo os censos de 1999, com uma densidade de 391,15 hab/km².